# ابراهیم رضایی بابادی
ابراهیم رضایی بابادی (زاده ۱۳۳۳ آبادان) سیاست‌مدار ایرانی و مدیرعامل پیشین کانون جهانگردی و اتومبیل‌رانی جمهوری اسلامی ایران است. وی پیش‌تر چهاردهمین استاندار استان کرمانشاه در دولت یازدهم بود.
پس از سید محمدرضا آیت‌اللهی به مدت ۴ ماه سرپرست استانداری تهران بود و بعد از آن، به عنوان اولین استاندار خراسان جنوبی در دولت اصلاحات مشغول به کار شد.

## تحصیلات
وی تحصیلات ابتدایی و متوسطه را در آبادان به پایان رساند و سپس برای تحصیلات آکادمیک عازم دانشگاه تبریز شد و تحصیلات خود را تا اخذ مدرک کارشناسی شیمی در آن دانشگاه دنبال کرد. پس از آن نیز تحصیلات خود را در مرکز آموزش مدیریت دولتی تهران تا اخذ کارشناسی ارشد مدیریت دولتی ادامه داد.